# Caroline de Stolberg-Gedern (1732-1796)
Caroline de Stolberg-Gedern (27 juin 1732 à Gedern - 28 mai 1796 à Langenbourg) est une princesse de Stolberg-Gerdern par la naissance et par mariage princesse de Hohenlohe-Langenbourg.

## Biographie
Elle est une fille de Frédéric-Charles de Stolberg-Gedern et son épouse, la comtesse Louise-Henriette de Nassau-Sarrebruck.
Le 13 avril 1761 elle épouse son cousin Christian-Albert de Hohenlohe-Langenbourg (sa mère est une sœur aînée de sa mère). Ils ont :
- Charles-Louis (10 septembre 1762 - 4 avril 1825), marié à la comtesse Amélie-Henriette de Solms-Baruth
- Louise-Éléonore (11 août 1763 - 30 avril 1837), épouse le duc Georges Ier de Saxe-Meiningen
- Gustave-Adolphe (9 octobre 1764 - 21 juillet 1796)
- Christine-Caroline (19 novembre 1765 - 6 décembre 1768)
- Louis-Guillaume (16 février 1767 - 17 décembre 1768)
- Christian-Auguste (15 mars 1768 - 18 avril 1796)
- Caroline-Auguste (15 novembre 1769 - 30 juillet 1803)